# Zničení Sodomy a Gomory (John Martin)

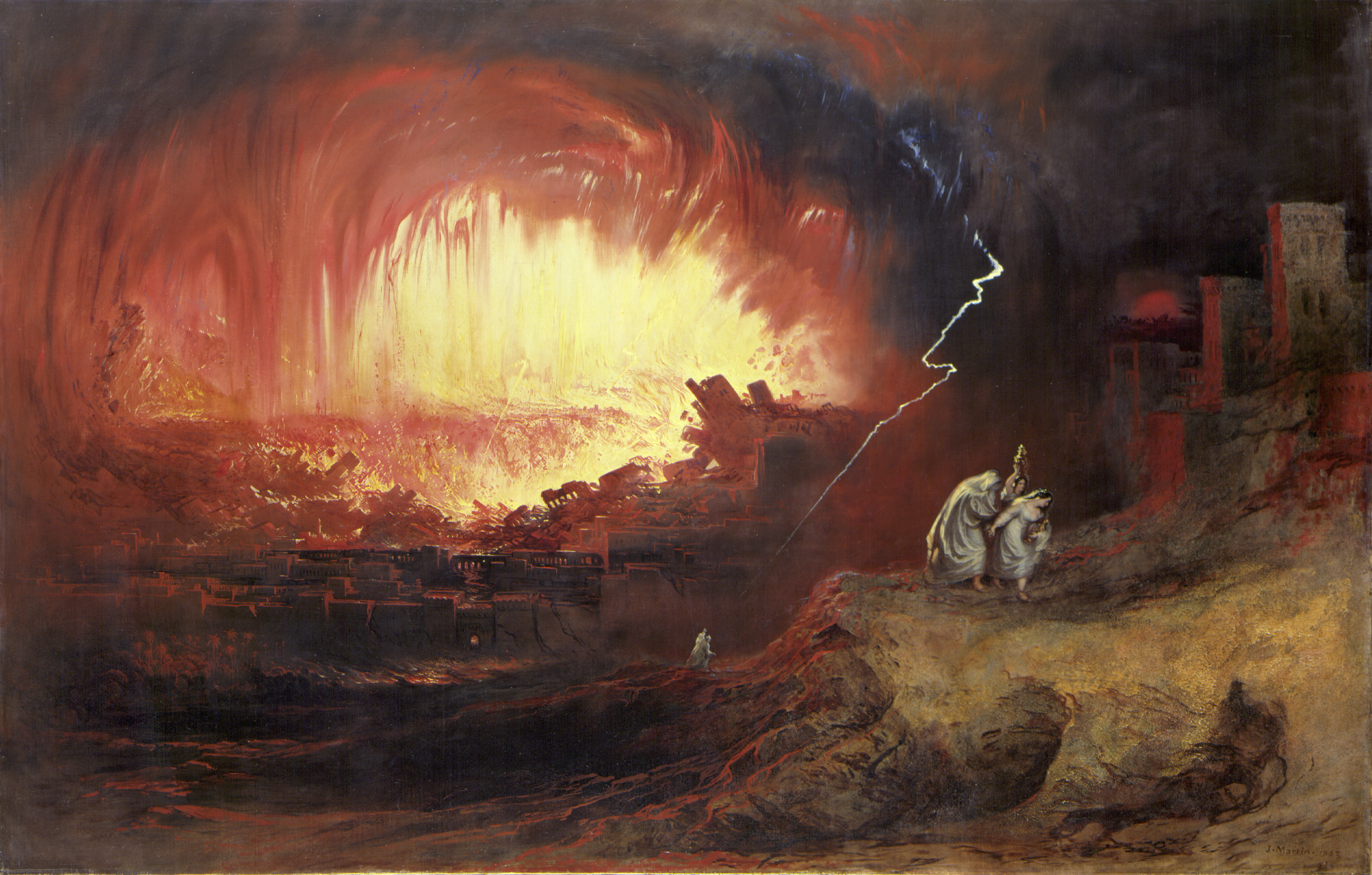
Zničení Sodomy a Gomory

Zničení Sodomy a Gomory (anglicky The Destruction of Sodom And Gomorrah) je olejová malba anglického malíře Johna Martina z roku 1852. Malba zobrazuje biblický příběh božího hněvu nad městy Sodoma a Gomora za nemorální chování jejich obyvatel. Ohnivá rudá barva charakterizuje malířovu scénu zkázy a zničení. 
Rozměry malby jsou 136.3 x 212.3 cm. Je součástí sbírky Laing Art Gallery v Newcastle upon Tyne. Řada dalších obrazů Johna Martina  zobrazuje apokalyptická témata.